# Бевера
Бевера (фр. Bévéra, окс. Beura, итал. Bevera) — река во Франции и Италии, правый приток реки Руайа. Протекает по территории французского департамента Приморские Альпы и итальянской провинции Империя. Длина реки — 38 км, площадь бассейна 81,5 км², средний расход в г. Соспель — 1,03 м³/с.
Река начинается в горном массиве Приморские Альпы на территории коммуны Мулине на высоте 1980 метров. В верхнем и среднем течении скорость течения высокая, характер — бурный. Всего река падает на 1810 метров за 38 км, средний уклон 47,6 м/км. Генеральное направление течения — юго-восток. Образует глубокую долину, французская часть которой входит в состав национального парка Меркантур.
На французской территории на реке стоят населённые пункты Мулине и Соспель. После пересечения границы Бевера протекает посёлок Оливетта-Сан-Микеле и впадает в Ройю на высоте 170 метров, тремя километрами севернее города Вентимилья, где Ройя впадает в Лигурийское море. Вдоль верхнего течения реки по долине Беверы проходит местная дорога Соспель — Мулине.
Река популярна среди любителей рафтинга.